# Q Cygni
Désignations
Q Cygni (en abrégé Q Cyg) est une étoile située dans la constellation du Cygne. Elle est aussi désignée comme Nova Cygni 1876 et elle a été inscrite dans le New General Catalogue comme NGC 7114.

## Histoire
Q Cygni est l'une des plus anciennes novas observées. Elle a été découverte par l'astronome allemand Johann Friedrich Julius Schmidt le 2 novembre 1876. L'étoile a vu sa luminosité augmentée à une magnitude d'environ 3 et elle est restée aussi brillante pendant quatre jours.
Une faible nébuleuse a été observée autour de l'étoile principale. Ralph Copeland a aussi observé Q Cygni et il a conclu qu'il devait s'agissait d'une nébuleuse planétaire puisqu'une raie d'émission était présente dans son spectre. Oswald Lohse a rapporté qu'il avait observé une nébulosité autour de l'étoile. Depuis, aucune nébulosité n'a été observée autour de celle-ci, sauf son disque d'accrétion par les observations modernes. John Dreyer a inscrit l'objet dans son New General Catalogue, même s'il n'a donné aucune mention pour sa découverte.

## Le système stellaire de Q Cygni
L'étoile Q Cyg est une naine blanche et une variable cataclysmique. La naine blanche est en orbite rapprochée avec une autre étoile. La période orbitale du système est de 10 heures. Le disque d'accrétion qui entoure la naine blanche brille beaucoup plus intensément que l'étoile elle-même.
Selon les mesures réalisées par le satellite Gaia, la parallaxe de Q Cygni est égale à 0,773 6 ± 0,021 2 mas, ce qui correspond à une distance de 1 292,7 ± 36,4 pc (∼4 220 al),. La masse de l'étoile principale est d'environ 0,8 {\displaystyle M_{\odot }} et celle de sa compagne est de 0,6 {\displaystyle M_{\odot }}, ce qui en fait une naine orange de type spectral K5. C'est cette étoile qui fournit la matière du disque d'accrétion de la naine blanche.

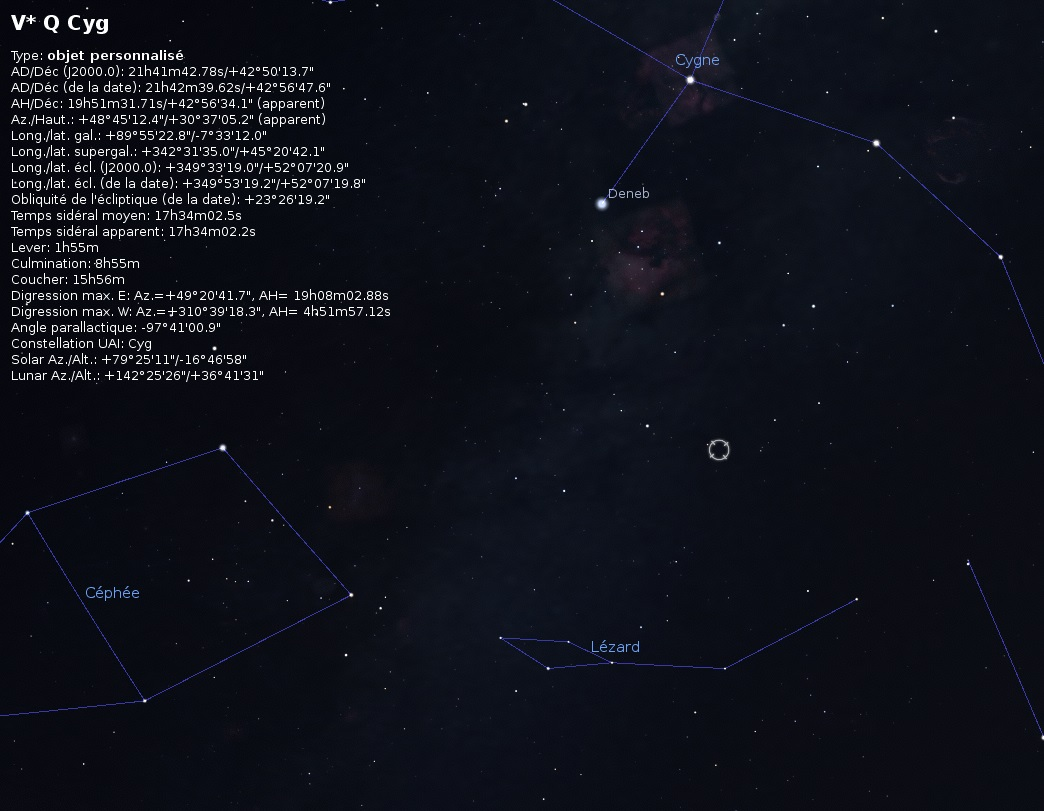
Q Cygni est située dans la portion nord-ouest du Cygne, près de la frontière de la constellation du Lézard.